# Puerto de la Cruz
Puerto de la Cruz je jednou z 31 obcí na španělském ostrově Tenerife. Nachází se na severní pobřeží ostrova, 4 km severozápadně od La Orotava a 30 km západně od hlavního města ostrova a provincie Santa Cruz de Tenerife. V roce 2020 zde žilo 30 492 osob. Rozlohou obce je 8,73 km² představuje nejmenší obec ostrova. Spolu s obcemi La Orotava a Los Realejos tvoří comarcu Valle de La Orotava. Nejvyšší bod Las Arenas leží v nadmořské výšce 249 m.

## Podnebí
Okolí města má teplé semiaridní klima podle Köppenovy klasifikace, resp. tropické s rozlišením suchého a vlhkého období, značně moderované převládajícími větry z oceánu a studeným mořským proudem: tyto větry narážejí na střední polohy (600-1500 m) horských svahů, tvoří se oblačnost a díky tomu severní návětrná strana ostrova přijímá 73% všech jeho srážek. Ty se přímo v letovisku vyskytují v podobě krátkých, nepříliš vydatných přeháněk.

## Turistický ruch
Během 19. století začali údolí Orotava vyhledávat přírodovědci a výtvarníci. V roce 1886 zde bylo otevřeno první léčebné sanatorium a od té doby lze mluvit o mezinárodním turistickém ruchu na Kanárských ostrovech, který je také hlavním hospodářským odvětvím města.
Puerto de la Cruz je celoroční destinací. V zimě je oblíbené zejména mezi turisty ze severoevropských zemí, zatímco v letních měsících převažují Španělé.
Puerto de la Cruz má přitažlivé historické centrum, pláže s černým pískem a zoo Loro Parque.
K hlavním zajímavostem patří zejména:
- Botanické zahrady Jardín de aclimatación de la Orotava a Sitio Litre
- Kaple Ermita de San Telmo
- Kostel Iglesia de Nuestra Señora de la Peña
- Lago Martiánez, komplex přímořských bazénů od lanzarotského architekta Césara Manrique
- Loro Parque, Zoo s oceanáriem a zabavní park
- Náměstí Plaza del Charco
- Městský Park Taoro
- Pláže
- Pevnost Castillo de San Felipe